# Робертс, Роберт (футболист, 1892)
Ро́берт Ге́нри А́нуил Ро́бертс (англ. Robert Henry Anwyl Roberts; 1892 — дата смерти неизвестна) — английский футболист, защитник.
Уроженец Эрлстауна, Ланкашир, Роберт начал футбольную карьеру в клубе «Олтрингем». В мае 1912 года перешёл в «Манчестер Юнайтед». В основном составе «Юнайтед» дебютировал 27 декабря 1913 года в игре против «Уэнсдей» на стадионе «Олд Траффорд». Всего в основном составе «Манчестер Юнайтед» провёл 2 матча (все — в рамках чемпионата в сезоне 1913/14). После войны покинул клуб.